# Susanne Bachmaier

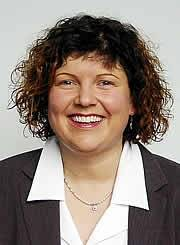
Susanne Bachmaier

Susanne Rita Stanglmeier (* 1968, gesch. Bachmaier) ist eine Diplom-Sozialpädagogin und ehemalige bayerische Politikerin (ÖDP) aus Anzing.
1989 gehörte sie zu den Mitbegründern des ödp-Kreisverband Erding, dessen stellvertretende Vorsitzende sie bis 1996 war. Anschließend war sie dort bis 1998 Kreisvorsitzende. 1997 wurde sie in einer Kampfabstimmung gegen den Amtsinhaber Hans Mangold mit 141 von 267 Stimmen zur neuen ödp-Bundesvorsitzenden gewählt. Zur Bundestagswahl 1998 sowie zur Europawahl 1999 war sie jeweils Spitzenkandidatin ihrer Partei. Auf dem 15. Bundesparteitag am 18. und 19. September 1999 in Berlin wurde sie im Amt bestätigt. Aufgrund ausbleibender Wahlerfolge ihrer Partei und mangelnder parteiinterner Zustimmung zu einem vom Bundesvorstand initiierten Organisationsentwicklungsprozess trat sie Ende 2000 von ihrem Amt zurück. Neuer Bundesvorsitzender wurde der Würzburger Wirtschaftskriminalist und Verleger Uwe Dolata. Bis 2014 war sie die einzige Frau, die dieses Amt innehatte.
Von 2002 bis 2004 war sie Mitglied im Kreistag des Landkreises Erding; dieses Amt legte sie nieder, nachdem sie aus beruflichen Gründen nach München umzog.
Seit Ende 2008 lebt sie in Ecuador, wo sie zunächst in Mindo als Leiterin eines Heimprojekts für sozial benachteiligte Kinder und später in der Region als Projektleiterin für Schul- und Ausbildungsprojekte in der Gemeinwesenentwicklung arbeitete. Nach beruflichen Stationen als  Leitung  eines lokalen Fernstudienzentrums einer renommierten privaten Universität und der Leitung verschiedener Projekte in der Behindertenarbeit, war sie 2014 mit dem Aufbau und Konsolidierung der lokalen Sozialpolitik mit Schwerpunkt Schutz der Rechte benachteiligter Gruppen in ihrem Wohnort und dem zugehörigen Landkreis 80 km nordöstlich von Quito betraut. Anfang 2015 wechselte sie in die Schulsozialarbeit des Bildungsministeriums und war an verschiedenen Schulen im Nachbarlandkreis, und 2016 in Quito eingesetzt. Seit März 2016 lebt sie in Quito, wo sie von August 2016 bis Anfang 2018 die Abteilung für Soziale Arbeit im Distrikt Quito-Süd des Sozialministeriums leitete, und Ende 2017 als ständige Vertretung des Distriktsdirektor eingesetzt wurde.
2010 als Nebentätigkeit gegründet, betreibt sie  ihre eigene Beratungsfirma im Süden von Quito seit 2018 in Vollzeit. YUYAY CONSULTORÍA INTEGRAL bietet systemisch ausgerichtete, psychosoziale und therapeutische Beratung und Coaching für Einzelpersonen, Teams, Paare und Familien an, außerdem ganzheitliches Coaching für Leistungssportler und Mannschaften, Beratung in Organisationsentwicklung, Entwicklung von sozialen Projekten, sowie Soziale Arbeit im Allgemeinen.
Sie ist Fan und Lebensmitglied des TSV 1860 München sowie Fan der SD Aucas (Quito), und als solche Initiatorin und Gründungsvorsitzende des 2020 eingetragenen gemeinnützigen Vereins FUNDACIÓN AMIGOS DEL ÍDOLO, der bereits seit 2018 die Nachwuchsförderung, den Frauenfußball und die Fanarbeit der S. D. Aucas unterstützt, sowie seit 2020 auch sportbezogene soziale Projekte und Programme entwickelt und durchführt, wie z. B. die gemeinwesenorientierte und ganzheitlich angelegte Nonprofit-Fußballschule "FÚTBOL EN EL CORAZÓN DEL BARRIO".
Sie ist ebenfalls Initiatorin, Mitbegründerin und seit 2021 Vorsitzende des 2017 gegründeten und seit 2018 eingetragenen gemeinnützigen Vereins für Soziale Arbeit FUNDACIÓN DESARROLLO, INCLUSIÓN Y COMPROMISO SOCIAL "FUNDICS", der aktuell in Kooperation mit dem Sozialministerium zwei Kindertagesstätten in einer Umlandgemeinde von Quito führt, in Quito Beratungsgruppen für psychosozial und emotional belastete Frauen anbietet, sowie im Süden Quitos in Kooperation mit einer katholischen Stiftung die Wiedereröffnung und Neufinanzierung eines coronabedingt geschlossenen Rehabilitationszentrums für Personen mit infantiler Cerebralparese organisiert.